# Lisjaki
Lisjaki este o localitate din comuna Komen, Slovenia, cu o populație de 50 de locuitori.